# 1663 van den Bos
1663 van den Bos è un asteroide della fascia principale del diametro medio di circa 12,13 km. Scoperto nel 1926 da Harry Edwin Wood dallo Union Observatory di Johannesburg, presenta un'orbita caratterizzata da un semiasse maggiore pari a 2,2395294 UA e da un'eccentricità di 0,1793386, inclinata di 5,36407° rispetto all'eclittica.
È stato così nominato in onore dell'astronomo sudafricano Willem Hendrik van den Bos.